# Cyclanorbis
Genre
Synonymes
- Cryptopus Duméril & Bibron, 1835
- Cyclanosteus Gray, 1856
- Tetrathyra Gray, 1865
- Baikiea Gray, 1869

Cyclanorbis est un genre de tortues de la famille des Trionychidae.

## Répartition
Les deux espèces de ce genre se rencontrent dans le centre de l'Afrique.

## Liste des espèces
Selon TFTSG (29 juin 2011) :
- Cyclanorbis elegans (Gray, 1869)
- Cyclanorbis senegalensis (Duméril & Bibron, 1835)

## Publication originale
- Gray, 1854 "1852" : Description of a new genus and some new species of tortoises. Proceedings of the Zoological Society of London, vol. 1852, p. 133–135 (texte intégral).